# يوكيو تسوتشييا
يوكيو تسوتشييا (باليابانية: 土屋 征夫) (31 يوليو 1974 في بونكيو في اليابان – )؛ هو لاعب كرة قدم ياباني سابق كان يلعب كمدافع.

## وصلات خارجية
- يوكيو تسوتشييا على موقع رابطة كرة القدم اليابانية للمحترفين (اليابانية)
- يوكيو تسوتشييا على موقع قاعدة بيانات كرة القدم.إي يو (الإنجليزية)
- يوكيو تسوتشييا على موقع Soccerway.com (الإنجليزية)
- يوكيو تسوتشييا على موقع عالم كرة القدم.نت (الإنجليزية)
- يوكيو تسوتشييا على موقع كووورة